# Sahlenbach (Pfullendorf)
Sahlenbach ist ein Wohnplatz von Aach-Linz, einer von sieben Ortschaften der Stadt Pfullendorf im Landkreis Sigmaringen in Baden-Württemberg.

## Geographie

### Geographische Lage
Das Dorf Sahlenbach liegt auf der Gemarkung Aach-Linz auf eine Höhe von rund 612 m ü. NN. Durch den Ort fließt der gleichnamige Sahlenbach, der östlich vom Ort bei der Unteren Mühle in die Linzer Aach mündet.

## Geschichte
Sahlenbach fand erstmals um 1209 (bis spätestens um 1220) als villa Salobah in einem Verzeichnis entfremdeter Güter, Vogteien und Leute Erwähnung, das sich unter den Urkunden des Klosters Weißenau befindet. Die Urkunde wurde ohne Orts- und Zeitangabe verfasst, bezieht sich aber laut Historiker nicht auf dem Kloster entfremdete Güter, sondern auf staufische Besitzungen aus der gräflich Pfullendorfer Erbschaft, welche die Könige Philipp, Otto IV. und Friedrich II. veräußert hatten. Die erste Erwähnung erfuhr der Ort, als die Weiler Stadelhofen und Sahlenbach sowie zwei Wälder bei der Stadt Pfullendorf, die insgesamt 20 Pfund erbrachten, veräußert wurden und sich nunmehr im Besitz der Herren von Rosna befanden. Dieser undatierte Verkauf wird daher nicht vor 1209 (rex Philippus bone memorie; 1208 starb Philipp) stattgefunden haben, eher aber in einem der folgenden Jahre bis zum Tod Otto IV. im Jahre 1218 und Friedrichs Verlassen von Deutschland 1220.
Im Jahr 1217 bestätigt Papst Honorius III. dem Zisterzienserinnenkloster Wald seinen Gründungsbesitz, zur Ausstattung gehörte unter anderem ein Hof in Sahlenbach (womöglich eine Grangie).
1274 wurde Hermann von Salabach bei einem Verkauf von Gütern in Wiler und Rengetsweiler genannt. Der Niederadlige war ein hohenfelischer Lehensträger. Weiter Nennungen datieren in die Jahre 1276 und 1282.
Der Weiler gehörte 1557 dem Kloster Petershausen, das hier auch die Niedergerichtsbarkeit besaß. Die Landeshoheit lag bei der Grafschaft Heiligenberg, wurde aber 1776 dem Kloster überlassen. Das Kloster Petershausen fasste seine Klosterherrschaft im Obervogteiamt Herdwangen zusammen. Dieses bestand aus einem Inneren und einen Äußeren Amt. Sahlenbach war Teil des äußeren Amts. Später gehörte Sahlenbach zur Grafschaft Heiligenberg. Aus dieser Zeit erhielt sich ein gut erhaltener Grenzstein von 1779.
Durch Säkularisation nahm das Land Baden 1803 die Besitzungen Petershausens und 1805 die klösterlich-waldischen Güter, zwei Höfe und ein kleines Haus, in Sahlenbach in Besitz.
Bis 1924 gehörte Sahlenbach zur badischen Gemeinde Herdwangen.
Mit Wirkung zum 1. April 1924 wurden die Landgemeinden Aach und Linz und die Gemarkungen Reute (Gemeinde Großschönach) und Sahlenbach (Gemeinde Herdwangen) zu einer einfachen Gemeinde mit dem Namen Aach-Linz im Amtsbezirk Pfullendorf vereinigt.

### Einwohner
In Sahlenbach leben aktuell 74 Einwohner (Stand: Mai 2015).

## Kultur und Sehenswürdigkeiten

### Bauwerke
Im Wald Gertholz und Remser Holz (Spitalwald Überlingen) westlich von Sahlenbach befinden sich die Reste zweier vorgeschichtlichen Wallanlagen. Die 1911 im Gertholz vom Adlerwirt Leo Klöckler aus Linz entdeckte keltische Viereckschanze hat ein Außenmaß von 108×80×100×72 Meter und ist noch durch Wälle und Gräben erkennbar.
Die Wallanlage im Remser Holz wurde von seinen Erbauern auf einem Geländesporn errichtet, der von steil eingeschnittenen Bachtälern begrenzt wird. Die flache Rückseite ist durch Wall und Graben gesichert. Erst 1979 hat Revierförster Heiko Baas die verflachten Reste als archäologisches Bodendenkmal erkannt und den Archäologen gemeldet.